# Tiaret
|  | Per a altres significats, vegeu «província de Tiaret». |

Tiaret (àrab: تيارت, Tiyārit) o, en amazic, Tihert (amazic: ⵜⵉⵀⴻⵔⵜ, Tihert), abans coneguda com Tahart (amazic: ⵜⴰⵀⴰⵔⵜ, Tahart, ‘estació’; àrab: تاهرت, Tāhart) és una ciutat del centre d'Algèria capital de la província de Tiaret al sud-oest del país a la part occidental de les muntanyes centrals anomenades Tell Atlas i a uns 150 km de la costa Mediterrània. Disposa de l'aeroport Bou Chekif. La població (cens del 2008) és de 201.263 habitants, tots musulmans excepte algun resident estranger. La forta població ha causat un deteriorament ambiental provocant inundacions catastròfiques el 2001.

## Història
La regió ha estat habitada des de molt antigament com demostren diversos monuments megalítics. Durant el període romà hi havia en aquest lloc la ciutat de Tingàrtia (llatí Tingartia). Les tombes amazigues anomenades jedars (una muralla rectangular al cim d'una muntanya) de les que alguna està prop de la moderna ciutat, mostren que la zona fou poblada per amazics que treballaven la pedra vers el segle v que és quan han estat datades.
La ciutat de Tahart fou fundada pel primer imam ibadita. Es diu que Abd-ar-Rahman ibn Rústam (776-788) va construir la seva pròpia casa amb l'ajut del seu esclau. El lloc estava ben triat, ja que les regions a l'entorn estaven poblades per tribus ibadites (lamaya, lawata, hawwara, maghila, zuwagha, zenetes, matmata i miknasa), estava al costat d'una ciutat antiga del qual les edificacions subsistents podien servir de refugi provisional, i havia aigua abundant que estava canalitzada i el terreny era fèrtil; els lamayes es van oposar a la construcció i destruïen de nit el que es construïa de dia, però finalment es va trobar un compromís; la població inicial tenia 1100 x 800 metres i estava rodejada de paret de pedra amb quatre portes, un cap a cada vent. La ciutat fou pagada per la comunitat ibadita de Bàssora però la ciutat va créixer tant ràpid que els portadors dels fons quan van fer el segon viatge no la van reconèixer i van poder retornar amb els diners que ja no feien falta.
La ciutat va esdevenir un centre comercial per tota la regió i molts nòmades s'hi van sedentaritzar. Al final de la dinastia, vers el 900, la ciutat vivia en l'opulència i el puritanisme ibadita dels fundadors s'havia esvaït. Tenia dotze hammams, diversos suks (mercats), parcs, jardins, residències senyorials, i altres edificacions notables. Comerciava amb l'or africà i l'imam Àflah ibn Abd-al-Wahhab (824-872) havia enviat ambaixadors al rei del Sudan amb regals; els jueus de Kairuan van participar d'aquest comerç; hi vivien nombrosos comerciant rics que feien ostentació de la seva riquesa i disposaven de molts esclaus. A la ciutat es bevia i es practicava l'homosexualitat. Yusuf Abu Hatim ibn Muhammad Abil-Yaqzan (894-895) va intentar arreglar aquesta desviació de les idees ibadites però el seu excés de rigor va causar la seva destitució, i el nomenament de Yaqub ibn Àflah (895-899); el 899 va retornar al poder (899-907) però aquesta vegada fou molt més tolerant.
El 909 els fatimites van ocupar Tahart. Els ibadites rigorosos van emigrar al sud i es van establir a l'oasi de Sadrata a uns 80 km al sud-oest de Wardjilan (Ouargla) i finalment al Mzab on encara subsisteixen. La ciutat va patir atacs el 910, 924, 932 i 968-971. El 971 Bulugguín ibn Ziri per venjar al seu pare hi va fer una massacre de zenetes i el munt de cadàvers els muezzin el van utilitzar per fer la crida a l'oració pujant a la part superior. El juny de 973 va retornar a Tahart i la va ocupar per la força massacrant als homes i reduint a dones i infants a l'esclavatge; la ciutat fou saquejada i incendiada. El 998 es va produir una nova massacre. El 1017 va passar als hammàdides.
En general Tahart es va mantenir pròspera sota els fatimites. Al-Istakhrí diu el 920 que era una gran vila rodejada de camps fèrtils i amb molta aigua i que els ibadites hi predominaven. Ibn Hàwqal, que va estar a Sigilmasa el 951, també la descriu com a pròspera. Al-Muqaddassí el 985 diu que el districte de Tahart comptava amb 33 viles entre les quals Orà, i descriu la ciutat com a rica i amb jardins. Però el 1164 al-Idrisi ja en parla en passat i el 1289 al-Abdari, que va recórrer tot el Magreb, ni l'esmenta a la seva Risala. El 1526 al-Hasan ibn Muhammad al-Wazzan al-Zayyati conegut com a Lleó l'Africà (+ vers 1550) no en pot dir res concret i parla de Tagdemt i no de Tahart ("que fou una vila molt civilitzada on havien regnat els idríssides (sic)...") i esmenta que només queden algunes restes de la seva fundació com ell mateix havia vist (les excavacions ho han confirmat).
Després de la invasió francesa d'Algèria (1830), l'emir Abd el-Kader va establir la seva capital a Tagdemt (1835-1843). A aquest lloc el general Lamoricière va fundar la moderna Tihert o Tiaret, després capital d'una província algeriana, però sobre l'emplaçament de la Tingartia romana; de la Tahart ibadita a uns 9 km a l'est no va subsistir res i les excavacions arqueològiques s'han abandonat pel seu mal estat. Fou un cercle de la província d'Oran i després un districte (arrondisement). El 1956 es va crear el departament amb superfície major, després reduïda al formar-se nous departaments (17 de març de 1958 i juny de 1974). El 15 de desembre de 1983 els departaments algerians es van convertir en wilayes (províncies); el departament de Tiaret (ara wilaya de Tiaret) va perdre una petita part del seu territori que va anar a parar a la nova wilaya de Tissemsilt.